# Турнеја Британских и Ирских Лавова по Новом Зеланду 2017.
Турнеја Британских и Ирских Лавова по Новом Зеланду 2017. (службени назив: 2017 British Lions tour to New Zealand) је била турнеја острвског рагби дрим тима по Новом Зеланду 2017.Лавови су на овој турнеји укупно одиграли 10 мечева, забележили 5 победа, 3 пораза и 2 ремија. Играли су против Новозеландских представника у најјачој лиги на Свету, против репрезентације Новог Зеланда, против Барберијанса и против Маори Ол блекса (селекције састављене од играча који морају да имају у својој крви гене домородаца Новог Зеланда). Серија је завршена без победника, пошто су у првој утакимици победили Ол блекси, у другој Лавови, а трећи тест меч је завршен нерешеним резултатом. По први пут у професионалној ери рагбија, серија је завршена нерешено, задњи пут серија је завршена нерешено 1955. када су Лавови били на турнеји по Јужноафричкој Унији. Тада је рагби јунион још увек био аматерски спорт.

## Тим

### Стручни штаб и менаџмент
- Том Грејс, председник
- Џон Спенсер, менаџер турнеје
- Џон Фијан, Менаџмент
- Чарли Меквен, Менаџмент
- Ворен Гатланд, главни тренер
- Роб Хаули, помоћни тренер за напад
- Стив Бортвик, помоћни тренер за скрам
- Енди Ферел, помоћни тренер за одбрану
- Нил Џенкинс, помоћни тренер за шутере
- Грејам Роунтри, помоћни тренер за скрам
- Родри Браун, Анализа
- Брајан Канифи, спортски научник
- Пол Стриџон, снага и кондиција
- Ина Фелви, медицина
- Прив Метема, физотерапеут
- Фил Паск, физиотерапеут
- Боб Стјуарт, физиотерапеут
- Дејв Ридинс, масер
- Ејнџела Рикард, масер
- Гер Кармоди, директор
- Макс Дјути, правник
- Дејв Бартон, комуникација
- Лук Бродли, комуникација
- Кристин Коноли, комуникација

### Играчи
41 рагбиста добио је част да буде део овог елитног тима, 16 из Енглеске, 12 из Велса, 11 из Ирске и само 2 из Шкотске. Ово је изазвало јавну полемику, да се Шкотланђанима увек наноси неправда приликом селектирања играча за
турнеју.
'Бекови'
- Лиам Вилијамс, Велс
- Стјуарт Хог, Шкотска
- Ли Халфпени, Велс
- Ентони Вотсон, Енглеска
- Томи Сијмур, Шкотска
- Џек Ноуел, Енглеска
- Џорџ Норт, Велс
- Елиот Дејли, Енглеска
- Бен Тео, Енглеска
- Џеред Пејн, Ирска
- Џонатан Џозеф, Енглеска
- Роби Хеншов, Ирска
- Џонатан Дејвис, Велс
- Џони Секстон, Ирска
- Фин Расел, Шкотска
- Овен Фарел, Енглеска
- Ден Бигар, Велс
- Бен Јангс, Енглеска
- Рис Веб, Велс
- Конор Мари, Ирска
- Грег Леидлов, Шкотска
- Герет Дејвис, Велс

'Скрам'
- Били Вунипола, Енглеска
- Сем Ворбертон, Велс
- Јустин Типурић, Велс
- Стендер, Ирска
- Питер ОМахони, Ирска
- Шон ОБрајан, Ирска
- Рос Мориарти, Велс
- Џејмс Хаскел, Енглеска
- Ијан Хендерсон, Ирска
- Таулупе Фалетау, Велс
- Кортни Ловс, Енглеска
- Џорџ Круис, Енглеска
- Алан Вин Џонс, Велс
- Маро Итоџе, Енглеска
- Кори Хил, Велс
- Мако Вунипола, Енглеска
- Кили Синклер, Енглеска
- Џек Мекгрет, Ирска
- Џо Марлер, Енглеска
- Тад Фурлонг, Ирска
- Томас Френсис, Велс
- Ден Кол, Енглеска
- Алан Дел, Шкотска
- Кен Овенс, Велс
- Џејми Џорџ, Енглеска
- Кристијан Дејси, Велс
- Рори Бест, Ирска

## Утакмице

### Статистика
| Одиграно утакмица | Победа Лавова | Нерешено | Пораз Лавова |
| ----------------- | ------------- | -------- | ------------ |
| 10                | 5             | 2        | 3            |

### Мечеви
8 мечева одиграно је на северном острву, а 2 на јужном острву.
| Утак. | Тим             | Резултат | Тим    |
| ----- | --------------- | -------- | ------ |
| 1.    | НЗ Барберијанси | 7:13     | Лавови |
| 2.    | Блузси          | 22:16    | Лавови |
| 3.    | Крусејдерси     | 3:12     | Лавови |
| 4.    | Хајлендерси     | 23:22    | Лавови |
| 5.    | Маори Ол блекси | 10:32    | Лавови |
| 6.    | Чифси           | 6:34     | Лавови |
| 7.    | Ол блекси       | 30:15    | Лавови |
| 8.    | Хјерикејнси     | 31:31    | Лавови |
| 9.    | Ол блекси       | 21:24    | Лавови |
| 10.   | Ол блекси       | 15:15    | Лавови |

## Статистика
Највећа посета
Нови Зеланд - Британски и ирски лавови, трећи тест меч, 48 609 гледалаца
Највише поена против Новог Зеланда
Овен Фарел 31 поен

## Видео снимци
Снимак друге утакмице
New Zealand vs British & Irish Lions 2nd Test  - Full Match 2017 - YouTube
Црвени картон за Вилијамса
Sonny Bill Williams red card - YouTube
Хака
All Blacks vs British & Irish Lions Game 1 2017 Kapa O Pango - YouTube
Химна Новог Зеланда - Боже брани Нови Зеланд
All Blacks vs British & Irish Lions Game 1 2017 New Zealand National Anthem - YouTube